# سریرام راغوان
سریرام راغوان (انگلیسی: Sriram Raghavan؛ زادهٔ ۲۲ ژوئن ۱۹۶۳) کارگردان فیلم و فیلم‌نامه‌نویس اهل هند است.

## فیلم‌شناسی

### کارگردان
| سال  | فیلم        | کارگردان | نویسنده | یادداشت                                         |
| ---- | ----------- | -------- | ------- | ----------------------------------------------- |
| ۲۰۰۴ | انتقام‌جو    | آری      | آری     |                                                 |
| ۲۰۰۷ | جانی خائن   | آری      | آری     |                                                 |
| ۲۰۱۲ | مأمور وینود | آری      | آری     |                                                 |
| ۲۰۱۵ | شهر انتقام  | آری      | آری     | Based on Death's Dark Abyss by Massimo Carlotto |
| ۲۰۱۸ | ملودی کور   | آری      | آری     |                                                 |